# Juan de la Abadía

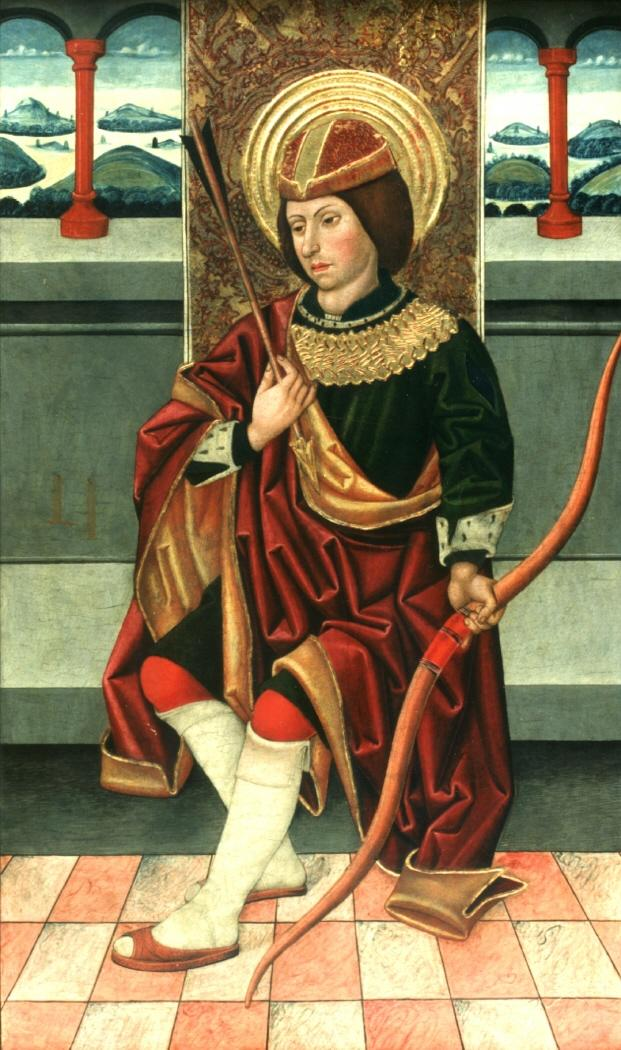
San Sebastián, Madrid, Museo Lázaro Galdiano nach dem Gemälde des Erlösers, Museum von Saragossa.

Juan de la Abadía war ein spanischer Maler der zweiten Hälfte des 15. und frühen 16. Jahrhunderts.
Er stammte aus Huesca. Vor 1460 arbeitete er gemeinsam mit Pedro García de Benavarre im Atelier von Jaume Huguet in Barcelona. Nachgewiesen ist er sodann u. a. durch Zahlungen in den Jahren 1473, 1495 und 1496 für den Altar der heiligen Orosia sowie den Hauptaltar in der Kathedrale von Jaca. Er ist bis 1513 nachweisbar.